# Stanley Dickens

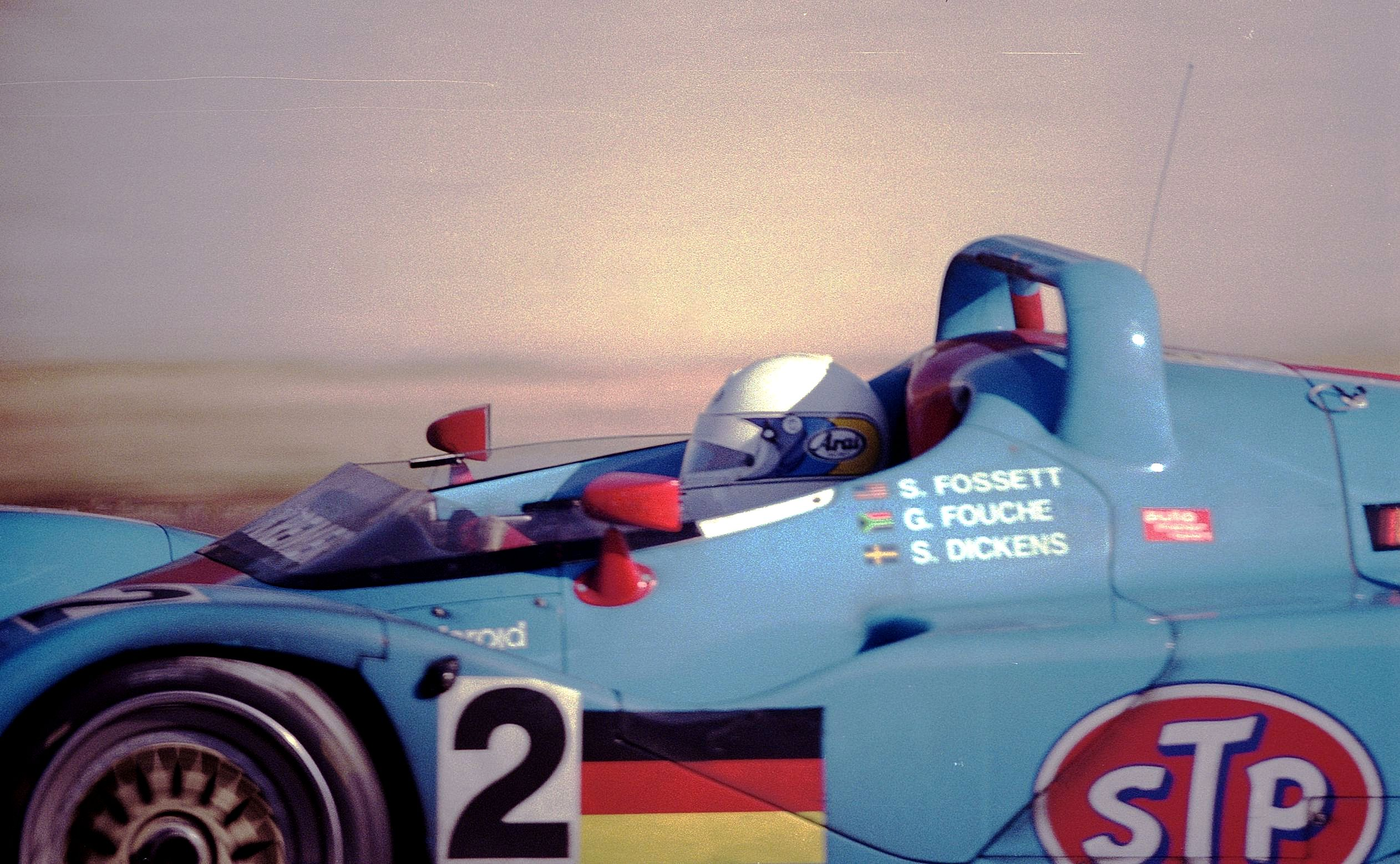
Stanley Dickens am Steuer eines Kremer K8 Spyder beim 24-Stunden-Rennen von Le Mans 1996

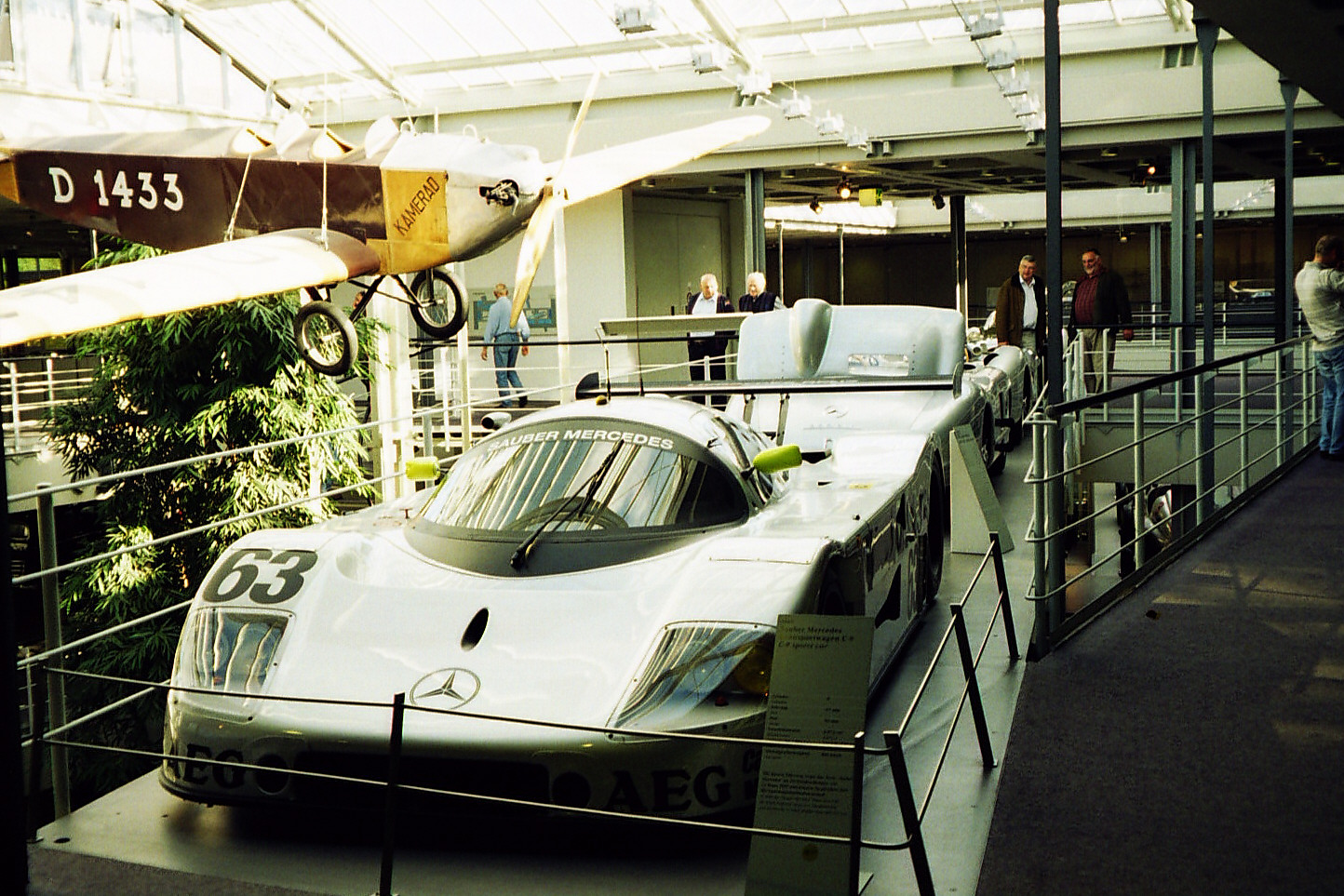
Sauber C9; Siegerwagen von Stanley Dickens, Jochen Mass und Manuel Reuter beim 24-Stunden-Rennen von Le Mans 1989

Stanley Dickens (* 7. Mai 1952 in Färila) ist ein ehemaliger schwedischer Autorennfahrer und Werbegrafiker. Väterlicherseits ist er verwandt mit dem britischen Schriftsteller Charles Dickens.

## Leben
Stanley Dickens wurde als Sohn eines Polizisten in einer mittelschwedischen Kleinstadt geboren. Aus beruflichen Gründen seines Vaters übersiedelte die Familie Mitte der 1960er-Jahre nach Motala in Südschweden. Motala ist die Heimatstadt des früheren schwedischen Formel-1-Piloten Reine Wisell, der Mentor der ersten Motorsportaktivitäten des elf Jahre jüngeren Dickens wurde. Dickens selbst machte eine Ausbildung zum Werbegrafiker und gründete in den 1980er-Jahren in Schweden eine Werbeagentur. Seit dem Ende seiner Rennkarriere 2001 arbeitet der Schwede als PR- und Marketingberater für Unternehmen in Schweden und Großbritannien. Seine Leidenschaft für Boote schlägt sich in einer Beratertätigkeit für einen britischen Hersteller von Sportbooten nieder.
Stanley Dickens ist geschieden und hat drei Kinder, zwei Söhne und eine Tochter. Heute lebt er mit seiner Lebensgefährtin, der schwedischen Schauspielerin Angelica Roberts, in Monaco.

## Rennkarriere
Seine ersten Rennen bestritt er gemeinsam mit seinem Jugendfreund Leif Lindström in der schwedischen Tourenwagen-Meisterschaft. International fuhr er 1985 in der Sportwagen-Weltmeisterschaft an der Seite des Norwegers Martin Schanche für das schwedische Team Strandell Porsche erste Rennen. Beste Platzierung des Duos war der 13. Rang beim 1000-km-Rennen von Silverstone. Nach einem Jahr bei Gebhardt Motorsport und einem zweiten Gesamtrang beim 1000-km-Rennen von Fuji wurde der Schwede 1987 Werksfahrer bei Joest Racing. Ende der 1980er-Jahre fuhr er Sportwagenrennen in Europa, Japan und in den USA. 1988 und 1989 gewann er das 1000-km-Rennen von Suzuka.
1989 feierte mit dem Gesamtsieg beim 24-Stunden-Rennen von Le Mans seinen größten Erfolg im internationalen Motorsport. In den 1990er-Jahren wurden seine Renneinsätze spärlicher und nach dem 1000-km-Rennen von Monza 2001 trat er vom Rennsport zurück.

## Statistik

### Le-Mans-Ergebnisse
| Jahr | Team                   | Fahrzeug          | Teamkollege      | Teamkollege        | Platzierung | Ausfallgrund |
| ---- | ---------------------- | ----------------- | ---------------- | ------------------ | ----------- | ------------ |
| 1986 | Gebhardt Motorsport    | Gebhardt JC853    | Pierre de Thoisy | Jean-François Yvon | Ausfall     | Unfall       |
| 1987 | Joest Racing           | Porsche 962C      | Hurley Haywood   | Frank Jelinski     | Ausfall     | Motorschaden |
| 1988 | Blaupunkt Joest Racing | Porsche 962C      | Louis Krages     | Frank Jelinski     | Rang 3      |              |
| 1989 | Team Sauber Mercedes   | Sauber C9         | Manuel Reuter    | Jochen Mass        | Gesamtsieg  |              |
| 1990 | Joest Porsche Racing   | Porsche 962C      | Louis Krages     | Bob Wollek         | Rang 8      |              |
| 1991 | Team Sauber Mercedes   | Mercedes-Benz C11 | Jonathan Palmer  | Kurt Thiim         | Ausfall     | Motorschaden |
| 1996 | Kremer Racing          | Kremer K8 Spyder  | George Fouché    | Steve Fossett      | Ausfall     | Unfall       |

### Sebring-Ergebnisse
| Jahr | Team                   | Fahrzeug     | Teamkollege     | Teamkollege       | Platzierung | Ausfallgrund |
| ---- | ---------------------- | ------------ | --------------- | ----------------- | ----------- | ------------ |
| 1991 | Momo Gebhardt Racing   | Porsche 962C | Hellmut Mundas  | Giampiero Moretti | Rang 10     |              |
| 1995 | Power Macintosh Racing | Spice HC93   | Rick Sutherland | John Graham       | Rang 10     |              |

### Einzelergebnisse in der Sportwagen-Weltmeisterschaft
| Saison | Team                                                          | Rennwagen                               | 1   | 2   | 3   | 4   | 5   | 6   | 7   | 8   | 9   | 10  | 11  |
| ------ | ------------------------------------------------------------- | --------------------------------------- | --- | --- | --- | --- | --- | --- | --- | --- | --- | --- | --- |
| 1985   | Strandell Motors John Bartlett Team Labatt Gebhardt Motosport | Strandell 85 Chevron B62 Gebhardt JC853 | MUG | MON | SIL | LEM | HOK | MOS | SPA | BRH | FUJ | SEL |     |
| 1985   | Strandell Motors John Bartlett Team Labatt Gebhardt Motosport | Strandell 85 Chevron B62 Gebhardt JC853 |     | DNF | 13  |     |     | DNF | 12  | DNF | DNF | DNF |     |
| 1986   | Gebhardt Motorsport Brun Motorsport                           | Gebhardt JC853 Porsche 956              | MON | SIL | LEM | NÜN | BRH | JER | NÜR | SPA | FUJ |     |     |
| 1986   | Gebhardt Motorsport Brun Motorsport                           | Gebhardt JC853 Porsche 956              | 11  | DNF | DNF | 13  | DNF |     | DNF |     | 2   |     |     |
| 1987   | Joest Racing                                                  | Porsche 962                             | JAR | JER | MON | SIL | LEM | NÜN | BRH | NÜR | SPA | FUJ |     |
| 1987   | Joest Racing                                                  | Porsche 962                             |     |     | 4   |     | DNF | 3   |     | 4   | 6   |     |     |
| 1988   | Joest Racing A Racing                                         | Porsche 962                             | JER | JAR | MON | SIL | LEM | BRÜ | BRH | NÜR | SPA | FUJ | SAN |
| 1988   | Joest Racing A Racing                                         | Porsche 962                             |     |     |     | 5   | 3   |     |     |     |     | 5   |     |
| 1989   | Porsche Alméras Brun Motorsport Aston Martin                  | Porsche 962 Aston Martin AMR1           | SUZ | DIJ | JAR | BRH | NÜR | DON | SPA | MEX |     |     |     |
| 1989   | Porsche Alméras Brun Motorsport Aston Martin                  | Porsche 962 Aston Martin AMR1           | 7   | DNF | 11  |     |     | DNF | 7   |     |     |     |     |
| 1990   | Joest Racing                                                  | Porsche 962                             | SUZ | MON | SIL | SPA | DIJ | NÜR | DON | MOT | MEX |     |     |
| 1990   | Joest Racing                                                  | Porsche 962                             | 16  | DNF | DNF | 16  | DNF | 12  |     |     |     |     |     |
| 1991   | Sauber Motorsport                                             | Mercedes-Benz C11                       | SUZ | MON | SIL | LEM | NÜR | MAG | MEX | AUT |     |     |     |
| 1991   | Sauber Motorsport                                             | Mercedes-Benz C11                       | DNF |     |     |     |     |     |     |     |     |     |     |